# Sébastien Rémy
Sébastien Rémy (ur. 16 września 1974 w Audun-le-Tiche) – luksemburski piłkarz pochodzenia francuskiego występujący na pozycji pomocnika. Zawodnik klubu F91 Dudelange.

## Kariera klubowa
Rémy karierę rozpoczynał w amatorskim francuskim zespole FC Audun-le-Tiche. W 1997 roku przeszedł do luksemburskiej Foli Esch. W 1998 roku odszedł do Sportingu Mertzig, a w 2001 roku trafił do F91 Dudelange. Od tego czasu wywalczył z nim 7 mistrzostw Luksemburga (2002, 2005, 2006, 2007, 2008, 2009, 2011), 3 wicemistrzostwa Luksemburga (2003, 2004, 2010) oraz 4 Puchary Luksemburga (2004, 2006, 2007, 2009).

## Kariera reprezentacyjna
W reprezentacji Luksemburga Rémy zadebiutował 21 sierpnia 2002 roku w przegranym 0:2 towarzyskim meczu z Marokiem.